# Rhamphiophis
Rhamphiophis är ett släkte av ormar. Rhamphiophis ingår i familjen Psammophiidae.
Arterna är med en längd omkring en meter medelstora till stora ormar med robust bål. De förekommer i Afrika. Habitatet utgörs av torra landskap med mer eller mindre glest fördelade buskar. Dessa ormar jagar andra kräldjur, små fåglar och små däggdjur. Honor lägger ägg.
Arter enligt Catalogue of Life:
- Rhamphiophis acutus
- Rhamphiophis maradiensis
- Rhamphiophis oxyrhynchus
- Rhamphiophis rubropunctatus

The Reptile Database flyttar Rhamphiophis acutus till släktet Kladirostratus.